# Ameerega pulchripecta
Ameerega pulchripecta é uma espécie de anfíbio da família Dendrobatidae. Pode ser encontrada na Serra do Navio, no estado do Amapá, Brasil, e possivelmente na Guiana.